# Raúl Miguel Rosado Fernandes
Raul Miguel de Oliveira Rosado Fernandes (ur. 11 lipca 1934 w Lizbonie, zm. 13 maja 2018 tamże) – portugalski filolog klasyczny, nauczyciel akademicki i polityk, profesor, rektor Uniwersytetu Lizbońskiego (1979–1982), parlamentarzysta krajowy, eurodeputowany IV kadencji.

## Życiorys
W 1956 ukończył filologię klasyczną na Uniwersytecie Lizbońskim, doktoryzował się w 1962. Pracował na macierzystej uczelni, dochodząc do stanowiska profesorskiego. Przez kilka lat wykładał na City University of New York, po czym powrócił na Uniwersytet Lizboński, gdzie m.in. kierował katedrą języka i literatury greckiej. W 2004 przeszedł na emeryturę. W latach 1979–1982 zajmował stanowisko rektora. Autor publikacji z zakresu retoryki, filozofii, literatury greckiej i portugalskiej, tłumaczył dzieła m.in. Arystotelesa, Horacego i Tukidydesa. Od 1997 był członkiem korespondentem, a od 2010 członkiem zwyczajnym Lizbońskiej Akademii Nauk.
Jednocześnie od 1968 zajmował się rolnictwem. Był współzałożycielem konfederacji rolniczej (Confederação dos Agricultores de Portugal) i prezesem tej organizacji (1984–1996). Prowadził również działalność polityczną w ramach Partii Ludowej. Od 1994 do 1999 sprawował mandat eurodeputowanego IV kadencji. W latach 1999–2002 był posłem do Zgromadzenia Republiki VIII kadencji z okręgu Setúbal.
Odznaczony m.in. Krzyżem wielkim Orderu Infanta Henryka.